# Federazione nazionale associazioni agenti e rappresentanti di commercio
La Federazione nazionale associazioni agenti e rappresentanti di commercio (FNAARC) è un sindacato italiano che tutela gli agenti e rappresentanti di commercio.

## Storia
Nasce il 18 marzo 1945 in piena seconda guerra mondiale grazie all'iniziativa di cinque agenti, con il nome di Federazione nazionale fra le associazioni provinciali di agenti e rappresentanti di commercio, alla presenza degli agenti di commercio Giovanni Tuccimei, che era presidente delle associazioni di agenti e rappresentanti della provincia di Roma, Arrigo Formiggini, che rappresentava l'associazione di Napoli, Alberto Andresani, in rappresentanza dell'associazione di Perugia,   Francesco Bernava, che rappresentava le associazioni di Reggio Calabria e Messina, Nicola Scopece, che rappresentava l'associazione di Foggia. I 5 rappresentanti approvarono anche il primo statuto, che aveva come obiettivo la nomina delle cariche sociali. I primi rappresentanti furono del sud, perché per il nord si doveva attendere l'assemblea, considerata come il secondo atto fondativo, che si è tenuta il 4 e il 5 aprile a Firenze, all'interno della sede locale dell'Unione generale dei commercianti, dopo la quale si aggiunsero le associazioni di Bari, Milano, Cagliari, Udine, Verona, Bologna, Ferrara, Modena, Ravenna, Firenze, Mantova, Savona, Treviso, Genova, Roma, Trento, Trieste, Venezia, diventando così 21 associazioni in totale.
La prima giunta federale era composta da Alberto Andreani, Francesco Bernava, Filippo Colin, Arrigo Formiggini, Edmondo Poperno e Nicola Scopece, mentre Giovanni Tuccimei venne eletto presidente pro tempore della FNAARC.
Il 2 agosto 1993, la FNAARC viene riconosciuta come organizzazione di rilevanza nazionale dal Ministro delle finanze Franco Gallo. Il decreto ministeriale, che attesta l'iscrizione di oltre 50.000 associati raggruppati in 106 associazioni, viene pubblicato in sulla Gazzetta Ufficiale.

### Il primo statuto
Il primo statuto federale si componeva di 23 articoli, nei quali si normava il complesso delle attività associative, dai termini per associarsi agli organi federali, dalle prerogative e responsabilità del presidente alle regole gestionali, con particolare focus sulla capacità di autofinanziarsi e l'appartenenza al sistema del commercio.
L'articolo 1 del primo statuto citava:
"È costituita con sede in Roma la Federazione Nazionale fra le Associazioni provinciali di Agenti e Rappresentanti di Commercio. La federazione non ha fini politici, né di lucro; essa ha la rappresentanza, nell'ambito della sua competenza territoriale, degli appartenenti alla categoria per la quale si è costituita. La Federazione aderisce alla Confederazione Generale del Commercio".
Gli scopi associativi comprendono:
- curare gli interessi morali e materiali della categoria,
- studiare e risolvere problemi economici e sociali della categoria,
- rappresentare la categoria dinanzi alle competenti autorità governative per prospettare e risolvere tutti i problemi a carattere nazionale della categoria,
- promuovere, attuare e concorrere all'attuazione di qualsiasi iniziativa tesa a "curare l'associazione nonché l'incremento ed il miglioramento degli scambi commerciali",
- promuovere presso le autorità l'inserimento di diritto di un rappresentante della categoria in tutti i consigli, gli enti, le organizzazioni al fine di portare il contributo della categoria e alla impostazione e soluzione di tutti i problemi nazionali che la riguardano,
- provvedere alla designazione e alla nomina di colleghi in tutti i consigli suddetti,
- raccogliere ed elaborare gli elementi, notizie, dati relativi a questioni interessanti per la categoria,

Il quinto articolo sanciva che ogni associazione doveva corrispondere alla Federazione una "tassa di associazione".

## Presidenti
- Alberto Peretti (1946 - 1959)
- Francesco Bonfardeci (1959 - 1972)
- Ugo Volpi (1972 - 1994)
- Franco Mazza (1994 - 1996) (ad interim)
- Adalberto Corsi (1996 - 2017)
- Alberto Petranzan (2017 - in carica)

## Previdenza
Enasarco è l'istituto che gestisce la previdenza degli agenti e rappresentanti di commercio
Nasce con un accordo economico collettivo del 1938, e da allora è stata garanzia dei diritti di autonomia della categoria.
A seguito delle prime elezioni a  suffragio universale degli iscritti tenutesi nel 2016, la Fondazione è presieduta da Gianroberto Costa, ex segretario generale di Confcommercio-Unione di Milano.